# Jeanne de Clermont
Jeanne de Clermont, née en 1219 et morte en 1252, est une aristocrate française, membre de la dynastie royale française des Capétiens en tant que petite-fille paternelle du roi Philippe II Auguste.

## Biographie
Jeanne de Clermont est la fille du prince Philippe Hurepel de Clermont (mort en 1234) et de la comtesse Mathilde de Dammartin (morte en 1259) et naît en 1219. Jeanne de Clermont est mentionnée pour la première fois après la mort de son père dans un document de sa mère daté de mai 1236. En décembre de la même année, elle est fiancée à Gaucher de Châtillon-Nevers, héritier des comtés de Nevers, Auxerre et Tonnerre. Le mariage a eu lieu en 1236. Jeanne de Clermont elle-même est du côté de son père héritière du comté de Clermont et d'une partie du comté de Mortain, et du côté de sa mère héritière potentielle des comtés de Boulogne et de Dammartin. Bien qu'elle soit en principe comtesse de Clermont depuis la mort de son père en 1234, Jeanne de Clermont n'a jamais porté ce titre de comtesse, probablement parce que sa mère et son second mari, Alphonse III dirigent les affaires officielles tout au long de sa vie. Dans ses propres documents, elle se nomme « fille de Philippe » ou « héritière de Clermont ». En 1248, son mari est dans la suite du roi Louis IX, embarqué dans la septième croisade, au cours de laquelle il meurt contre les Mamelouks en Égypte en avril 1250. Le mariage est sans enfant.
En novembre 1251, Jeanne de Clermont cède la forêt de Hez à son cousin Matthäus von Trie afin de doter son manoir du Plessis-Billebaud d'un domaine lucratif.
Le 28 décembre 1251, elle fait, à La Neuville-en-Hez, une donation à une institution religieuse de Beauvais comme dernier acte avant sa mort. Peut-être était-elle déjà malade à ce moment-là, c'est pourquoi ce don aurait pu être fait pour son salut futur. Elle meurt peu de temps après, probablement dans les premiers jours de janvier 1252. Comme elle ne laisse aucun héritier, ses biens reviennent au domaine royal.